# آرنه توماس اولسن
آرنه توماس اولسن (بالنرويجية البوكمول: Arne Thomas Olsen)‏ هو ممثل نرويجي، ولد في 3 ديسمبر 1909، وتوفي في 26 يونيو 2000.

## وصلات خارجية
- آرنه توماس اولسن على موقع IMDb (الإنجليزية)
- آرنه توماس اولسن على موقع قاعدة بيانات الأفلام السويدية (السويدية)
- آرنه توماس اولسن على موقع قاعدة بيانات الفيلم (الإنجليزية)